# واکانای ۵۹۶۰
سیارک ۵۹۶۰ (به انگلیسی: 5960 Wakkanai، نامگذاری:1989US) پنج هزار و نهصد و شصتمین سیارک کشف شده‌است که در ۲۱ اکتبر ۱۹۸۹ کشف شد.
قدر مطلق سیارک برابر ۱۳٫۵۰ است.